# جانی آورایمو
جانی آورایمو (انگلیسی: Gianni Averaimo؛ زادهٔ ۱۰ سپتامبر ۱۹۶۴) بازیکن واترپلو اهل ایتالیا است.
وی همچنین برندهٔ جوایزی همچون نشان شایستگی از جمهوری ایتالیا شده‌است.